# Khawla Ouhammad
Khawla Ouhammad, née le 25 septembre 1996, est une karatéka marocaine.

## Carrière
Elle est médaillée d'argent des moins de 21 ans en kumite des moins de 50 kg aux Championnats du monde de karaté juniors, cadets et moins de 21 ans 2015.
Khawla Ouhammad remporte la médaille d'argent des moins de 55 kg et la médaille de bronze de kumite par équipe aux Championnats d'Afrique 2018 à Kigali.
Elle remporte la médaille d'or en kumite des moins de 55 kg aux Championnats d'Afrique de karaté 2019 à Gaborone.
Elle remporte la médaille d'argent des moins de 55 kg et la médaille d'or par équipes aux Jeux africains de 2019 à Rabat.